# Бокії
Бокії або Бокії-Печихвостські (пол. Bokiej, Bokiej-Pieczychwostski) — волинський зем'янський рід.

## Походження
Бічна гілка брянських бояр Бокєєвих, які переселились на Волинь після захоплення Брянського князівства Москвою в 1500 р.
Василь Іванович Бокій був господарським дворянином. В 1507 р. отримав підтвердження від короля Сигізмунда І Старого на маєток Печихвости на Волині до очищення його вотчини від великого князя московського. Мав двох синів — Федора та Гавриїла, які в 1537 р. отримали Милятин. Останній був також відомим громадським та політичним діячем, і обіймав посаду луцького земського судді

## Представники
- Іван
  - Василь — придворний короля Олександра Ягелончика, отримав від нього взамін забраної московитами «ба́тьківщини» (спадок батька) Печихвости в Луцькому повіті, його нащадки підписувались як Бокії-Печихвостські
    - Федір — придворний короля
    - Гаврило (?—1578) — придворний короля, луцький суддя з 1561 року, загинув у битві проти татар, дружина — Мар'яна Вагановська, по його смерті вийшла за Дахна Перекальського
      - син
      - дочка
- Йосафат ЧСВВ (†1652, Новогрудок) — василіянин Литовської провінції ордену, єдиний син багатих батьків